# Aserbajdsjans U/17-fodboldlandshold
|  | En bruger mener at denne artikel bør overvejes slettet - af grunde der ikke dækkes ind af {Notabilitet}, {Reklame}, {Snævert emne}, {Tætpå} eller {Uencyklopædisk} (overvej evt. om en af disse skabeloner er mere dækkende). Klik her for at se sletningsforslaget. (Ved anvendelse af denne skabelon skal Wikipedia:Sletningsforslag opdateres) |

Aserbajdsjans U/17-fodboldlandshold er det nationale fodboldhold i Aserbajdsjan for spillere under 17 år. landsholdet bliver administreret af Azərbaycan Futbol Federasiyaları Assosiasiyası.

## Seneste trup
Truppen til EM i fodbold 2017. Landskampe og mål er opdateret pr. 30. oktober 2016 efter deres kamp mod Rumænien.